# Jakob Haugaard
Jakob Let Haugaard (Sundby, 1º maggio 1992) è un calciatore danese, portiere del Tromsø.

## Carriera
Nativo di Sundby, sobborgo situato sull'isola danese di Amager, Haugaard è cresciuto nei settori giovanili di Tårnby BK e Brøndby.
Nel 2010 è stato ingaggiato dall'AB, squadra militante nella seconda serie nazionale. Le prime convocazioni ufficiali con la prima squadra le ha ricevute negli ultimi mesi del campionato 2010-2011, tuttavia all'inizio della stagione seguente ha iniziato ad essere schierato titolare, approfittando dell'infortunio occorso a Jens Waltorp. Ha dunque giocato tutte le prime 14 giornate della 1. division 2011-2012 antecedenti alla pausa invernale.
Il 21 dicembre 2011 è stato annunciato l'acquisto di Haugaard da parte del Midtjylland, formazione che in quel momento occupava il terzo posto in classifica nella massima serie. Inizialmente, nelle gerarchie della rosa, Haugaard ha ricoperto il ruolo di terzo portiere vista la concorrenza di Jonas Lössl e Kasper Jensen, ma è stato promosso a secondo portiere nel gennaio 2012 a seguito della cessione dello stesso Jensen. Il suo esordio in Superligaen è avvenuto il 27 luglio 2012, nel pareggio per 2-2 sul campo dell'Horsens. Le presenze in quel campionato sono state complessivamente 6, mentre nella Superligaen 2013-2014 è riuscito a scendere in campo solo in un'occasione.
La stagione che lo ha visto imporsi realmente come portiere titolare è stata quella relativa al 2014-2015, quando ha disputato 23 partite per un Midtjylland che a fine campionato ha vinto il primo titolo nazionale della propria storia.
Quell'annata gli ha permesso di essere notato dagli osservatori dello Stoke City, squadra che stava militando in Premier League. Il 27 maggio 2015 è stato reso noto il suo passaggio al club inglese con un accordo triennale. Haugaard ha giocato la sua prima partita ufficiale con lo Stoke City il 9 gennaio 2016 nella vittoria esterna per 2-1 in FA Cup contro il Doncaster. Il 2 aprile 2016 invece, nel 2-2 casalingo contro lo Swansea City, ha collezionato la prima delle cinque presenze in Premier League della sua carriera, tutte messe a referto tra l'aprile e il maggio del 2016 quando il compagno di ruolo Jack Butland era infortunato.
L'anno successivo, chiuso dalla presenza in rosa di Lee Grant e di Shay Given, Haugaard è stato ceduto in prestito al Wigan il 7 gennaio 2017, a stagione in corso. Nei circa tre mesi e mezzo di permanenza ha disputato 8 partite nel campionato di Championship, poi ad aprile è tornato allo Stoke per via di un problema alla spalla. Nelle stagioni 2017-2018 e 2018-2019 è rimasto allo Stoke nelle vesti di terzo portiere, poi ha lasciato il club per fine contratto.
Haugaard, ventisettenne, nel gennaio del 2020 è stato ingaggiato dagli svedesi dell'AIK, che dopo un provino lo hanno tesserato con un contratto valido fino al 31 dicembre 2022. A partire dalla ventesima giornata dell'Allsvenskan 2020 ha perso il posto di portiere titolare in favore di Budimir Janošević. Haugaard è rimasto riserva anche nel campionato seguente, durante il quale non ha mai giocato ed ha anche avuto problemi fisici. Nell'estate del 2021, con l'ingaggio da parte di Kristoffer Nordfeldt, è diventato di fatto il terzo portiere.
Nel gennaio del 2022 è stato girato dall'AIK ai norvegesi del Tromsø con un prestito valido fino al 31 dicembre 2022, data che rappresentava anche la scadenza contrattuale con l'AIK. Haugaard ha continuato poi a giocare nel Tromsø anche una volta terminato il prestito, avendo firmato un accordo biennale.

## Palmarès
- Campionato danese: 1

Midtjylland: 2014-2015